# Ōnuma Chinzan

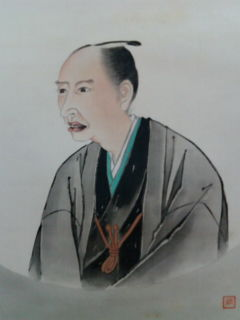
Ōnuma Chinzan

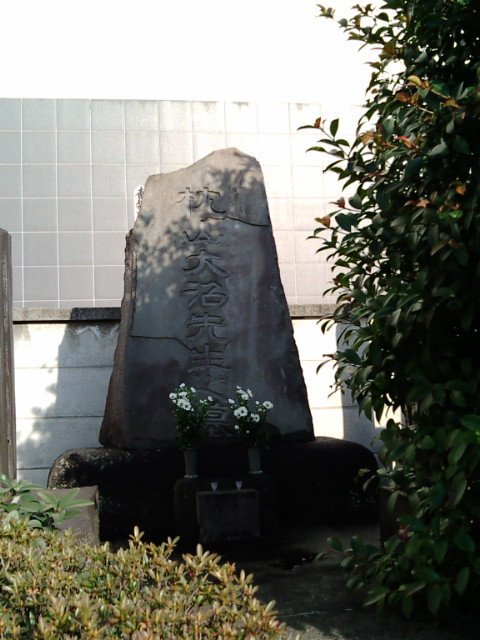
Ōnumas Grab

Ōnuma Chinzan (japanisch 大沼 枕山; geboren 24. April 1818 in Edo; gestorben 1. Oktober 1891 daselbst) war ein japanischer Dichter, der unter anderem Gedichte auf Chinesisch – „Kanshi“ (漢詩) – verfasste.

## Leben und Wirken
Ōnuma Chinzan wurde als Sohn eines kleineren Beamten in Edo geboren. Sein Vorname war Atsushi (厚) bzw. Ziju (子寿), sein alltäglicher Name war Sutekichi (捨吉). Er führte auch die Künstlernamen Suichikukyo (水竹居), Dairyo (臺領) und Chinzan (枕山). Nachdem er seinen Vater im Alter von 10 Jahren verloren hatte, zog er zu seinem Onkel Washizu Matsugakure (鷲津 松隠) in das Dorf Owari-Niwa (尾張 丹羽村) und studierte Chinesisch an der „Yurinsha“ (有隣舎), einer Privatschule, die von Matsugakures Sohn Ekisai (益斎) geleitet wurde.
1835, im Alter von 18 Jahren, kehrte Ōnuma nach Edo zurück. Dort lernte er die Meister der Edo-Poesiewelt kennen, zu denen Okubo Shibutsu (大窪 詩仏) und Kikuchi Gozan (菊池 五山) gehörten. Er bildete sich insbesondere an der Schule Tamachi Ginsha (玉池吟社), die von Yanagawa Seigan (1789–1858) geleitet wurde, weiter. Im Rahmen seiner Freundschaften mit Tozan Un’nyo (遠山 雲如; 1810–1863), Ono Kozan (小野 湖山; 1814–1910) und Yu Songtong (鱸 松塘) etablierte er sich als Dichter des Chinesischen. Das Shimotani Ginsha (下谷吟社), das 1849 eröffnet wurde, wurde zur zentralen Poesieschule des Edo-Poesiekreises. Nachdem Ginsha wegen Ōnumas Umzugs nach Tokio geschlossen hatte, blieb es bis in die Meiji-Zeit bestehen.
Aufgrund von Ōnumas Lebensweise, die sich von den Turbulenzen der Zeit abwandte und weiterhin die Haltung eines Überlebenden aus der Edo-Zeit einnahm, verfiel die Schule jedoch allmählich und wurde von der Mariginsha (茉莉吟社), gegründet von Mori Shunto (森春濤; 1819–1889), überholt, die sich den Interessen der Meiji-Ära besser angepasst hatte. Die Poesie von Ōnuma übernahm nun weitgehend die poetischen Stile der Tang-, Song-, Yuan-, Ming- und Qing-Dynastien. Aber insbesondere war es ein lyrischer Stil, der dem Stil der Dichter der südlichen Song-Dynastie ähnelte und sich auf Lu You (陸 游; 1125–1210) bezog.
Zu seinen Gedichtsammlungen gehören „Fusayama-shū“ (房山集), wobei das wichtigste Werk die Sammlung „Chinzan Shishō“ (枕山詩鈔) ist, die in mehreren Bänden von 1859 bis 1867 erschien. „Shimoya Ginsha-Gedichte“ sind in der Sammlung Shimotani Ginsha (下谷吟社詩) enthalten. Darüber hinaus verspottete er im „Tōkyō Shi“ (東京詞) aus dem Jahr 1869 die aktuellen Ereignisse der neuen Meiji-Regierung und kam so unter die Regierungsaufsicht Danjodai (弾正台).
Der Dichter Nagai Kafū (1879–1959) stammt mütterlicherseits von Ōnuma Chinzan ab.